# ملتهمات البكتيريا
ملتهمات البكتيريا (الاسم العلمي: Bacteriovoracaceae) هي فصيلة من البكتيريا، سلبية الغرام، تتبع رتبة ضميات مشابهة للعلق.